# Christoph Ahlhaus

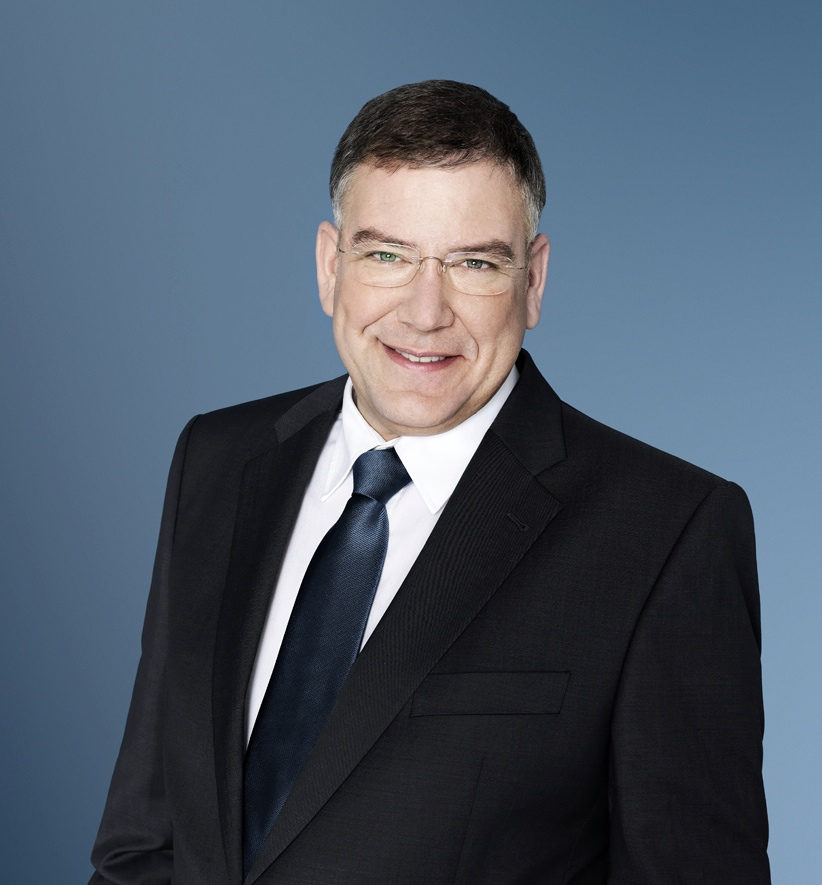
Christoph Ahlhaus (2011)

Christoph Ahlhaus (* 28. August 1969 in Heidelberg) ist ein deutscher Politiker (CDU). Er war vom 25. August 2010 bis zum 7. März 2011 Erster Bürgermeister der Freien und Hansestadt Hamburg und ist seit 2023 Bundesgeschäftsführer des Bundesverbands mittelständische Wirtschaft.

## Ausbildung und Berufsleben
Christoph Ahlhaus, drittes Kind einer Apothekerin und eines Chemieprofessors, wuchs in Heidelberg auf und besuchte dort das Kurfürst-Friedrich-Gymnasium.
Von 1988 bis 1990 absolvierte er eine Ausbildung zum Bankkaufmann und anschließend bis 1997 ein Jurastudium in Heidelberg, Berlin und München. 1998 folgte das Referendariat, unter anderem an der German-American Chamber of Commerce New York, sowie parallel ein Ergänzungsstudium an der Deutschen Hochschule für Verwaltungswissenschaften in Speyer. 1999 erhielt er die Zulassung als Rechtsanwalt.

## Politik
Schon mit 16 Jahren trat Ahlhaus 1985 in Heidelberg in die Junge Union ein und wurde vier Jahre später Vorsitzender des Ortsverbands Schlierbach. Nachdem er diesen mit dem Altstadtverband fusioniert hatte, wurde er stellvertretender Vorsitzender des Kreisverbands Heidelberg.
2001 wechselte er nach Hamburg, um dort bis 2006 als Landesgeschäftsführer der CDU tätig zu sein. Als Landeswahlkampfleiter der CDU war er 2004 für das Erreichen einer absoluten Mehrheit im Hamburger Parlament verantwortlich. Von März 2004 gehörte er für zwei Jahre der Bürgerschaft der Freien und Hansestadt Hamburg und dort dem Innen- und dem Rechtsausschuss an.

### Mitglied des Hamburger Senats
Im April 2006 berief ihn der damalige Bürgermeister Ole von Beust zum Staatsrat der Behörde für Inneres. Ab dem 7. Mai 2008 war er zwei Jahre lang Innensenator der Freien und Hansestadt Hamburg.
Ohne seine Partei vorher unterrichtet zu haben, plante Ahlhaus im September 2009 die Spielbankabgabe der Spielbank Hamburg von 90 % auf 50 % zu senken. Dies hätte der Spielbank bis 2010 eine Steuerersparnis von ca. 30 Millionen Euro ermöglicht. Als pikant an diesem Vorhaben wurde die Tatsache angesehen, dass John Jahr jr. jr. (Gruner + Jahr) als einer der Chefs der Spielbank gleichzeitig Co-Gründer des Immobilienunternehmens Dahler & Company ist, in dem Ahlhaus’ Ehefrau die Lizenzvermarktung leitete. Das eingeleitete Ermittlungsverfahren wegen Vorteilsnahme im Zusammenhang mit der Vermittlung einer Villa durch das Maklerunternehmen wurde 2012 zugunsten von Ahlhaus eingestellt. Für Kritik sorgten auch die vom Staat zu zahlenden Sicherungsmaßnahmen für die Villa und eine Zweitwohnung in Altona in Höhe von rund 1,2 Millionen Euro, die Ahlhaus damit begründete, dass das Landeskriminalamt die Maßnahmen empfohlen habe.
Von 2006 bis 2010 stand Ahlhaus dem CDU-Ortsverband Hamburg-Winterhude und von 2007 bis Juni 2012 als Kreisvorsitzender der CDU Hamburg-Nord vor.

### Erster Bürgermeister der Freien und Hansestadt Hamburg
Am 18. Juli 2010 gab Ole von Beust bekannt, sein Amt als Erster Bürgermeister der Stadt Hamburg zum 25. August 2010 aufzugeben, um sich vermehrt seinem Privatleben widmen zu können. Seiner Empfehlung, Christoph Ahlhaus als seinen Nachfolger zu nominieren, folgte der Hamburger CDU-Landesvorstand einstimmig, während der Koalitionspartner GAL auf die Ankündigung mit der Forderung nach Neuwahlen reagierte. Als Bedingung für eine Fortsetzung der Koalition forderte GAL den als konservativen Hardliner bekannten Ahlhaus auf, Beusts liberaler Linie zu folgen und sich an den Koalitionsvertrag zu halten. Ahlhaus stellte sich daraufhin klar hinter die im Jahr 2008 zwischen CDU und GAL ausgehandelten Vereinbarungen und erklärte zudem seine Bereitschaft, sich im August 2010 der grünen Basis zu stellen.
Nach dem Treffen mit der GAL-Basis am 18. August zeigten sich sowohl Ahlhaus als auch Vertreter der GAL zuversichtlich, die schwarz-grüne Koalition fortsetzen zu können. Dagegen erklärten einige GAL-Mitglieder Ahlhaus für nicht wählbar, da er zu weit rechts stehe. Auf einem Parteitag beschloss die GAL nach langer Debatte mit deutlicher Mehrheit die Fortsetzung der Koalition unter Ahlhaus. Die Grüne Jugend Hamburg forderte den Ausstieg.
Im Vorfeld der geplanten Wahl Ahlhaus’ wurde dessen Mitgliedschaft in der Turnerschaft Ghibellinia zu Heidelberg öffentlich bekannt. GAL-Politiker forderten von Ahlhaus Aufklärung über seine Beziehungen zu der Turnerschaft und kritisierten, dass aus ihrer Sicht nationalistische Tendenzen und frauenfeindliche Grundsätze in Verbindungen des Coburger Convents vorhanden seien. Ahlhaus erklärte, er habe seit Jahren keinen Kontakt mehr zu der Heidelberger Turnerschaft und deswegen den Vorsitzenden der Verbindung gebeten, ihn nicht länger als Mitglied zu führen.
Bei der Wahl des Ersten Bürgermeisters am 25. August 2010 erhielt Christoph Ahlhaus im ersten Wahlgang mit 70 Ja-Stimmen zwei Stimmen mehr als die schwarz-grüne Koalition Abgeordnete stellt. Somit haben auch Bürgerschaftsabgeordnete der Opposition aus SPD und Linken für Ahlhaus gestimmt. 50 Parlamentarier stimmten gegen ihn, einer enthielt sich. Unmittelbar nach der Wahl kündigte Ahlhaus an, seinen Fokus auf die „Versöhnung von Ökologie und Ökonomie“ legen zu wollen und nannte als größte Herausforderung die Konsolidierung des Haushaltes. Jedes Jahr müsse ein strukturelles Defizit von 500 Millionen Euro eingespart werden.
Der angespannten Haushaltslage zum Trotz setzte Ahlhaus kurz darauf die Neuanschaffung einer Reiterstaffel mit einem Investitionsvolumen von ca. 600.000 Euro sowie jährlichen Betriebskosten von 200.000 Euro durch. Des Weiteren hielt er trotz umstrittener Kürzungen im Kulturressort am Fortbestand des Polizeiorchesters mit jährlichen Kosten von rund 1,6 Millionen Euro fest.

### Neuwahl und Ende der Amtszeit

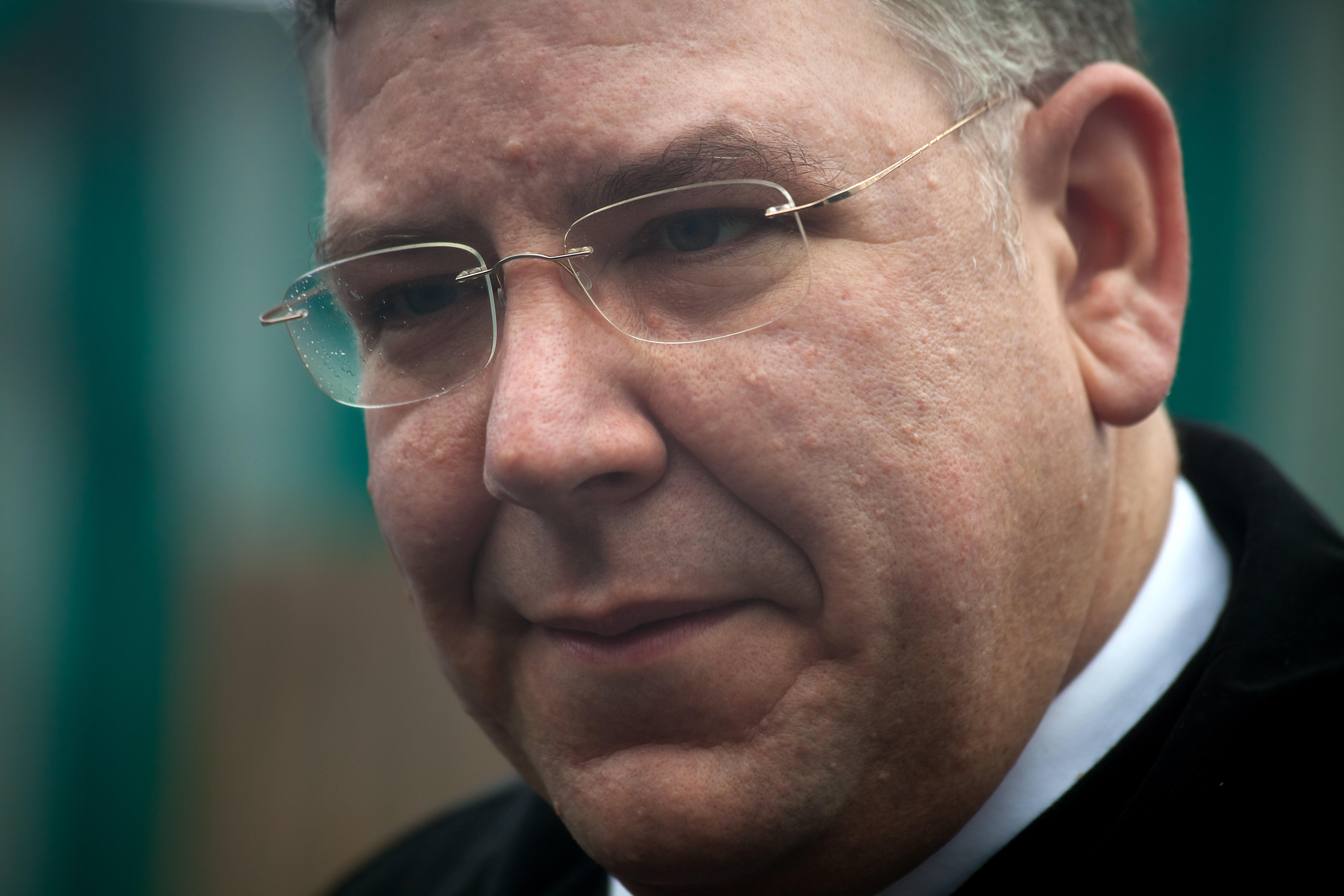
Ahlhaus im Februar 2011

Nur drei Monate nach Ahlhaus’ Amtsantritt verkündeten am 28. November 2010 sowohl die GAL-Bürgerschaftsfraktion als auch die GAL-Senatoren und der Landesvorstand der GAL ein Ende der Koalition, woraufhin Ahlhaus am Folgetag die GAL-Senatoren und Staatsräte entließ. Daraufhin führte Ahlhaus eine CDU-Minderheitsregierung.
Auf einem kleinen Parteitag am 7. Dezember 2010 wurde er einstimmig zum Spitzenkandidaten der CDU für die Neuwahl der Bürgerschaft am 20. Februar 2011 gekürt. Bei der Wahl erlitt die CDU jedoch eine schwere Niederlage und erreichte lediglich 21,9 Prozent der abgegebenen Stimmen, was einem Verlust von 20,7 Prozentpunkten entspricht. Demgegenüber erzielte die SPD unter Olaf Scholz mit 48,4 Prozent der Stimmen die absolute Mehrheit der Mandate. 
Mit der Wahl von Scholz zum neuen Ersten Bürgermeister Hamburgs in der konstituierenden Sitzung der Bürgerschaft am 7. März 2011 endete nach nur gut sechs Monaten die Amtszeit von Christoph Ahlhaus.

### Niederlegung des Mandats
Am 5. November 2014 legte Ahlhaus mit Wirkung zum 10. November vorzeitig sein Hamburger Bürgerschaftsmandat nieder. Er begründete diesen Schritt mit der Fokussierung auf seine berufliche Tätigkeit in Berlin.

## Berufsleben

### Tätigkeit als Anwalt
Ab Sommer 2011 arbeitete Ahlhaus in der Berliner Kanzlei Knauthe als Anwalt für Bau- und öffentliches Recht.
In Hamburg wurde Ahlhaus 2016 zusammen mit Thomas Schwinger-Caspari in den Vorstand der DIP AG Deutsche Immobilien Projektentwicklung berufen, wo er die Verantwortung für juristische Angelegenheiten übernahm. Im Februar 2018 beteiligte sich das Unternehmen an der Ausschreibung für das geplante Elbtower-Projekt. 2019 schied Ahlhaus aus der DIP AG aus.

### Tätigkeit im Bundesverband der mittelständischen Wirtschaft
Von 2019 bis 2023 war Christoph Ahlhaus Generalsekretär des Bundeswirtschaftssenats des Bundesverbandes der mittelständischen Wirtschaft (BVMW) und ist seit dem 19. Juli 2023 zusätzlich Vorsitzender der Bundesgeschäftsführung des Interessenverbandes des Mittelstands. In diesem Zusammenhang ernannte der international agierende Verein International Network for Small and Medium Sized Enterprises (INSME) Ahlhaus im November 2023 zu seinem neuen Mitglied.
Als Vorsitzender des BVMW lobbyiert Ahlhaus seitdem für die Interessen des Mittelstandes und plädiert unter anderem für die Abschaffung des Solidaritätszuschlags sowie für Bürokratieabbau.

## Privates

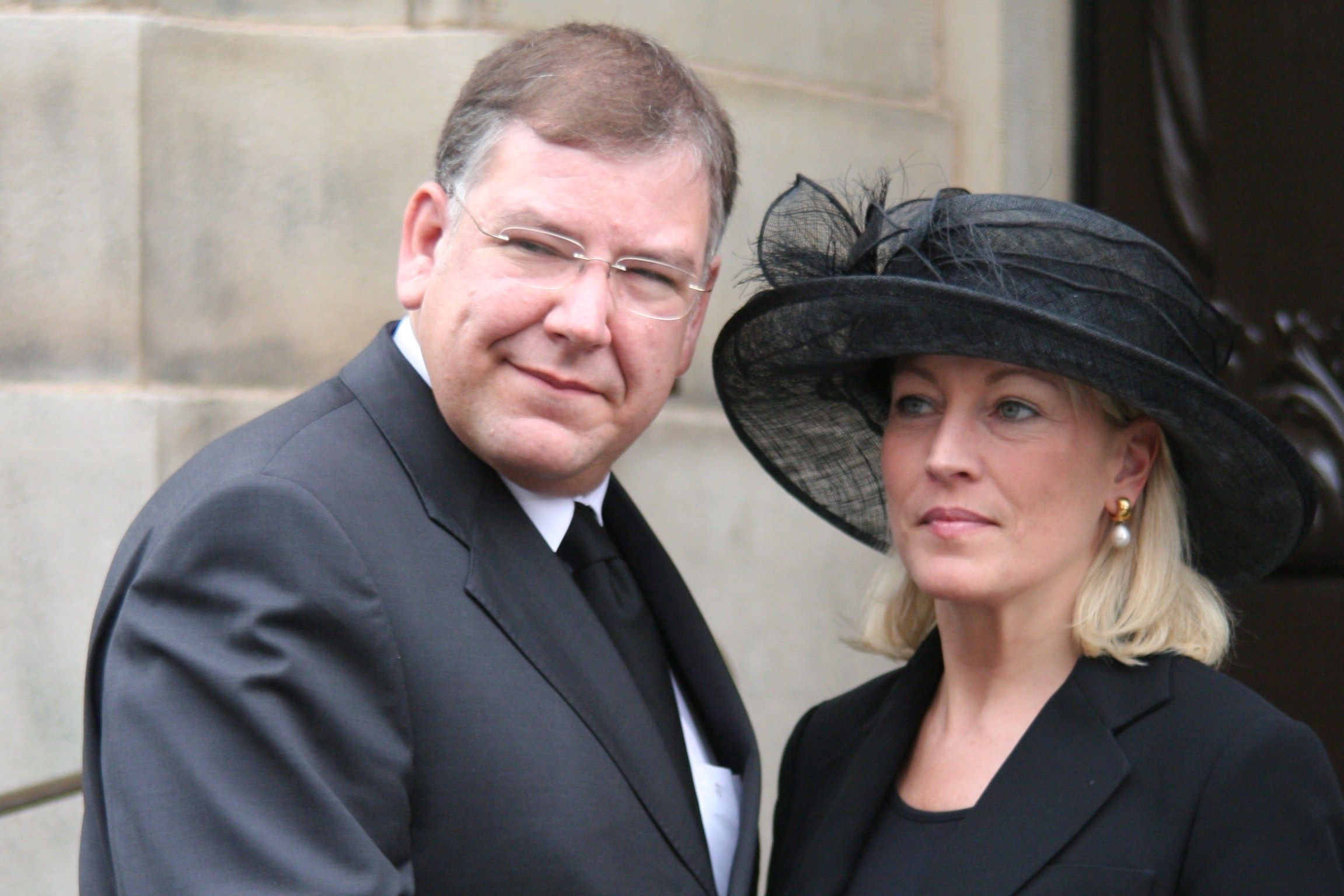
Christoph und Simone Ahlhaus (2010)

Nach Abschluss seines Studiums wurde Christoph Ahlhaus Konkneipant, eine Art Gastmitglied, der schlagenden Verbindung Turnerschaft Ghibellinia zu Heidelberg im Dachverband Coburger Convent. Nachdem er jahrelang keinen Kontakt mehr zur Turnerschaft hatte, ließ er sich 2010 aus der Liste entfernen.
2001 zog Ahlhaus nach Hamburg. Seit Mai 2006 ist er mit der Betriebswirtin Simone Ahlhaus, geborene Götz, verheiratet.
Im Sommer 2014 übersiedelte Ahlhaus nach Berlin, kehrte aber 2016 mit seiner Frau und den beiden Kindern wieder nach Hamburg zurück.